# Lytischer Zyklus

Schematischer Ablauf eines lytischen Zyklus:
1) Adsorption
2) Injektion
3) Bakterielle DNA-Synthese wird eingestellt und Phagenbestandteile werden aufgebaut
4) Lyse

Der Lytische Zyklus beschreibt bei Viren die Entwicklungsphase, in der die Wirtszelle lysiert wird, nachdem neue Virionen gebildet worden sind. Dabei entsteht ein zytopathischer Effekt. Einen Grenzfall bilden Viren, die im lytischen Zyklus ihre Wirtszelle erhalten, da sie sich direkt an die Zellmembran anlagern und unter Abschnürung eines Vesikels die Wirtszelle verlassen (Knospung nicht-lytischer Viren). Der lysogene Zyklus erhält dagegen die Wirtszelle und ist meistens mit einer verminderten Synthese viraler Gene verbunden und wird gelegentlich auch als Ruhephase oder latente Phase bezeichnet. Viren mit einem heftigen, aber transienten Infektionsverlauf besitzen meist keinen lysogenen Zyklus (engl. hit and run viruses).

## Allgemeiner Zyklusverlauf
- Wirtszelle – Kontakt mit Virus (Adsorption bzw. Adhäsion d. h. Anheftung)
- Eintritt: „Injektion“ des Phagengenoms oder Penetration der Zell- oder Endosommembran
- Replikation des viralen Genoms (DNA oder RNA).
– Bei Retroviren erfolgt zuvor die reverse Transkription
- An dieser Stelle möglich: Integration des Virusgenoms in das Wirtsgenom.
– Bei Retroviren erfolgt erst die reverse Transkription in DNA, dann die Integration. RNA-Viren (außer Retroviren) und manche DNA-Viren integrieren nicht.
– Bei Bakteriophagen wird die Integration gelegentlich auch dem lysogenen Zyklus zugeordnet.
- Genexpression zum Aufbau der Replikationsenzyme und des Verpackungsmaterials, evtl. eine Modulation der Wirtsrestriktion und (in Tieren) auch des Immunsystems
- Zusammenbau (Assembly) eines noch leeren Prokapsids und Verpackung des Genoms zur Erzeugung der Tochtervirionen. 
– Bei manchen Viren erfolgt die Replikation gleichzeitig mit der Verpackung (z. B. Hepatitis-B-Virus)
- Lyse der Wirtszelle oder Knospung der Virionen
– Bei den Tubulavirales werden die Tochtervirionen durch Extrusion aus der Wirtszelle ausgeschieden
- Infektion weiterer Zellen

Typische lytische Viren sind z. B. Adenoviren, das Hepatitis-A-Virus, das Hepatitis-E-Virus, Influenzaviren, das Masernvirus, Pockenviren, das Poliovirus, Rhinoviren, Rotaviren, das Rötelnvirus, das SARS-Coronavirus, das Tollwutvirus und das Tabakmosaikvirus.

## Zyklusverlauf bei Bakteriophagen
Der lytische Vermehrungszyklus eines Bakteriophagen ist mit dem Tod der Wirtszelle verbunden. Bei der Lyse werden die neu produzierten Viren entlassen und können wieder neue Zellen befallen, man bezeichnet sie dann als virulente Phagen. Das lysierte Bakterium entlässt zwischen 100 und 200 Phagen (burst size). Eine Phagenspezies, die nur selten lysiert und sich hauptsächlich im lysogenen Zyklus befindet, bezeichnet man als temperent.
Der lytische Zyklus von E. coli mit dem T4-Phagen dauert bei 37 °C 20 bis 30 Minuten. Im Folgenden wird der Vorgang für einen geradzahligen Phagen der T-Reihe beschrieben, andere Phagen können in einigen Details abweichende Abläufe zeigen. Der lytische Infektionszyklus verläuft exakt nach dem unter 3.) beschriebenen Schema: Trifft ein Phage auf eine geeignete Wirtszelle und kommt mit ihr in Kontakt, adsorbiert er mit Schwanzfasern und spikes spezifische Zellwandbestandteile der Wirtszelle. Bei diesen Rezeptoren handelt es sich unter anderem um Antigenstrukturen, Lipoproteine oder Lipopolysaccharide auf der Wirtszelloberfläche, für die der entsprechende Phage eine Affinität besitzt. Diese Affinität erklärt auch die strenge Wirtsspezifität, der Phagen unterliegen – nur der Phage, dessen Proteine von Endplatte, Schwanzfasern und spikes zu dem Rezeptor auf der Wirtzellenoberfläche passt, kann an die Zelle „andocken“. Fehlt der Rezeptor natürlicherweise (da es sich um das falsche Bakterium handelt) oder ist er durch Mutation verloren gegangen, ist die Zelle unempfindlich, also resistent für eine Infektion durch den betreffenden Phagen. Hieraus können resistente Klone entstehen. 
Ist der Phage an die Zellwand adsorbiert (der Prozess ist irreversibel und damit einer Antigen-Antikörper-Reaktion ähnlich), läuft eine Kontraktion der Schwanzscheide mit gleichzeitigem Eindringen des Schwanzrohres durch die Zellwand ab. Dieser Vorgang bereitet die Injektion der Phagen-DNA vor und wird durch gleichzeitige Abgabe von lytischen Phagenenzymen, welche die Zellwand durchgängig machen, unterstützt. Bei Injektion des Phagengenoms bleibt die leere Proteinhülle aus Kapsid und Injektionsapparat auf der Oberfläche der Wirtszelle zurück. Dieses zurückbleibende Viruspartikel ohne DNA bezeichnet man als ghost. 
Unmittelbar nach der Injektion der Phagen-DNA lassen sich in der Bakterienzelle keine Phagen beziehungsweise keine Phagenpartikel nachweisen, dieser Zeitraum wird Eklipse oder Latenzzeit genannt. Bei Escherichia coli beträgt diese Latenzzeit etwa 10 Minuten. Während dieser Zeit passiert nur scheinbar nichts in der Zelle. Tatsächlich wird während dieser Phase der gesamte Stoffwechsel der Wirtszelle auf die Produktion von Phagenbauteilen umgestellt. So wird die Zellteilung und die Synthese von bakterieller DNA augenblicklich nach der Injektion der viralen DNA eingestellt, indem mit Hilfe von zelleigenen Enzymen die virale DNA in eine mRNA transkribiert wird und Proteine synthetisiert werden, welche die bakterieneigene DNA-Synthese unterbrechen, die bereits vorhandene bakterielle DNA in Bruchstücke zerlegen und hieraus neue Phagen-DNA synthetisieren. Im weiteren Verlauf der Infektion werden auch sogenannte „späte“ Gene transkribiert, welche die Synthese von Strukturproteinen (wie Kopf, Schwanzrohr, Schwanzfasern etc.) bewirken. Diese Bauteile werden in der Wirtszelle zunächst einzeln, und dann zu neuen Phagen zusammengesetzt. Das Auftreten des ersten assemblierten Phagen beendet die Eklipse. Von jetzt an werden Phagen assembliert, bis der Innendruck der Wirtszelle ein bestimmtes Maß übersteigt und die bereits durch ein Lysozym-ähnliches Enzym, welches parallel zum Zusammenbau der Phagenpartikel synthetisiert wird, die Zellwand aufreißt. Dadurch werden die neu gebildeten Phagen freigesetzt. Diesen Vorgang bezeichnet man als Lysis.
Die Replikation der DNA einiger Phagen läuft über das Rolling-circle-Modell. Dabei wird ein Strang der DNA aufgeschnitten und abgerollt, indem immer neue Nukleotide an diesen Strang angesetzt werden. Der noch geschlossene Ring dient als Vorlagestrang während des Abrollens. Es entsteht ein Concatemer, also ein langer DNA-Strang, welcher bei der Verpackung der DNA in die Phagengenome zerfällt.